# アビンドン・ユナイテッドFC
アビンドン・ユナイテッド・フットボールクラブ（Abingdon United Football Club）は、イングランド、オックスフォードシャー、ヴェール・オブ・ホワイトホース郡アビンドン＝オン＝テムズを本拠地とするサッカークラブチームである。2012-2013シーズンはサザンフットボールリーグ・ディヴィジョン1・サウス&ウェスト（8部相当）に所属。

## タイトル

### 国内タイトル
- ヘレニックリーグ・ディヴィジョン1:1回

1981-1982
- ノースバークスリーグ:1回

1953-1954
- ヘレニックリーグ・ディヴィジョン1カップ:1回

1965-1966
- バークス&バックス・シニアカップ:2回

1983-1984,2004-2005
- バークス&バックス・シニアトロフィー:2回

1996-1997,1997-1998
- ノースバックス・チャリティーシールド:1回

1952-1953
- ヘレニックリーグ・フロードライトカップ:1回

1996-1997
- ヘレニック－ハンガーフォードカップ:2回

1996-1997,2001-2002

### 国際タイトル
- なし

### 過去のリーグ順位
- 2001-2002

Hellenic League Premier Division 5位
- 2002-2003

Hellenic League Premier Division 4位
- 2003-2004

Hellenic League Premier Division 8位
- 2004-2005

Hellenic League Premier Division 11位
- 2005-2006

Hellenic League Premier Division 5位
- 2006-2007

Hellenic League Premier Division 3位 昇格
- 2007-2008

Southern League Division One South & West 11位
- 2008-2009

Southern League Division One South & West 16位
- 2009-2010

Southern League Division One South & West 15位
- 2010-2011

Southern League Division One South & West 14位
- 2011-2012

Southern League Division One South & West 16位